# ЕВРОСАЙ
ЕВРОСАЙ е акроним на Европейска организация на върховните одитни институции. ЕВРОСАЙ е една от регионалните групи на Международната организация на върховните одитни институции (ИНТОСАЙ), в която участват Върховните одитни институции (ВОИ) на 186 страни и е регистрирана като помощна организация към Обединените нации.

## История
ЕВРОСАЙ е основан през 1990 г. от 30 члена (ВОИ на 29-те страни членки на ЕС и Европейската сметна палата Архив на оригинала от 2014-06-16 в Wayback Machine.). Членовете са 50 ВОИ (ВОИ на 49 страни членки на ЕС и Европейската сметна палата).
Въпреки че ЕВРОСАЙ произхожда от Седемте регионални работни групи към ИНТОСАЙ, идеята за европейска организация на ВОИ датира от основаването на ИНТОСАЙ през 1953 г. Първите стъпки към основаването на ЕВРОСАЙ са предприети по време на 8-ия конгрес на ИНТОСАЙ в Мадрид (1974). В периода между 1975 и 1989 г., с подкрепата на Контактния комитет на лидерите на ВОИ на страните от Европейската икономическа общност, ВОИ на Италия и Испания проправят пътя за ЕВРОСАЙ, като подготвят първата чернова на правилника на ЕВРОСАЙ. Тринадесетият конгрес на ИНТОСАЙ през юни 1989 г. в Берлин приема „Берлинската декларация“ която съдържа споразумението за създаване на Европейска организация от ВОИ.
Учредителната конференция и първият конгрес на ЕВРОСАЙ са проведени в Мадрид през ноември 1990 г. Тогава са избрани първият президент и Управително тяло на ЕВРОСАЙ, дебатиран и одобрен е Правилник на организацията, определени са седалище и постоянен Секретариат.

## Задачи
Целите на организацията, дефинирани в Член 1 на Правилника, са да насърчава професионалното сътрудничество между членките ВОИ, обмяната на информация и документация, да развива изучаването на одита в публичния сектор, да стимулира създаването на университетски професури на тази тема и да работи за хармонизация на терминологията в сферата на одита на публичния сектор.

## Органи
ЕВРОСАЙ управлява своята дейност чрез три органа – Конгрес, Управителен съвет и Секретариат.

### Конгрес
Според правилника на организацията, Конгресът на ЕВРОСАЙ е върховната власт в организацията и е съставен от всичките и членове. Конгреса се свиква на всеки три години. Проведени са следните конгреси:
- 1990: Мадрид, Испания (Учредителна конференция)
- 1993: Стокхолм, Швеция
- 1996: Прага, Чехия
- 1999: Париж, Франция
- 2002: Москва, Руската федерация
- 2005: Бон, Германия
- 2008: Краков, Полша
- 2011: Лисабон, Португалия

Деветият конгрес Архив на оригинала от 2014-07-18 в Wayback Machine. на ЕВРОСАЙ е в Холандия през юни 2014 г.

### Управително тяло
Според Правилника, Управителното тяло на ЕВРОСАЙ е съставено от осем члена: четири пълноправни члена (Лидерите на ВОИ, които са домакинствали на последните две сесии на Конгреса; Лидера на ВОИ, който ще домакинства следващата редовна сесия на Конгреса; генералния секретар на ЕВРОСАЙ), и четири члена, избрани на конгреса за период от 6 години (два от членовете могат да бъдат преизбирани на всеки три години. Лидерите на ВОИ, които са част от Управителния съвет на ИНТОСАЙ и са членове на ЕВРОСАЙ също участват в Управителния съвет като наблюдатели.

### Секретариат
Секретариатът е съставен постоянно от ВОИ на Испания (Tribunal de Cuentas), където е и седалището на ЕВРОСАЙ

## Стратегически план
Осмият конгрес на ЕВРОСАЙ в Лисабон прие Стратегическия план на ЕВРОСАЙ за периода 2011 – 2017 година. Този първи стратегически план дефинира мисията, визията и ценностите на организацията:
- Мисия: ЕВРОСАЙ е организацията на ВОИ в Европа. Членовете ѝ работят заедно, за да засилят одита в публичния сектор в региона, като по този начин допринасят за дейността на ИНТОСАЙ.
- Визия: ЕВРОСАЙ насърчава доброто управление, включително отговорност, прозрачност и интегритет. Предоставя динамична рамка за сътрудничество и подпомагане на своите членки в изпълнението на техните мандати по възможно най-добрия начин.
- Ценности: Независимост, интегритет, професионализъм, правдоподобност, всеобхватност, сътрудничество, иновация, устойчивост, зачитане на природата.

Стратегическият план е базиран на четири стратегически цели, които отразяват нуждите и приоритетите на членовете на организацията:
- Целеви екип 1 – Изграждане на капацитет: Изграждане на капацитет на ВОИ означава развиването на умения, знания, структури и начини на работа, които да направят организацията по-ефективна, на базата на съществуващи силни страни, пропуски и слабости. ЕВРОСАЙ е ангажирана да подпомага развитието на силни, независими и високо професионални ВОИ.
- Целеви екип 2 – Професионални стандарти: За да изпълняват своите задължения компетентно и професионално, ВОИ имат нужда от съвременна рамка на международни професионални стандарти. ИНТОСАЙ развива набор от такива стандарти. ЕВРОСАЙ ще насърчава и подпомага тяхното въвеждане от своите членове, адаптирани към съответните цели и нужди.
- Целеви екип 3 – Обмяна на знания: За да се подсили одита в публичния сектор, отговорността, доброто управление и прозрачността в региона, ЕВРОСАЙ цели да подобри обмяната на знания, информация и опит измежду своите членове, както и с външни партньори.
- Целеви екип 4 – Управление и Комуникация: За да изпълнява своята мисия ефикасно и за да подобри своя капацитет да покрива нуждите на своите членове, ЕВРОСАЙ трябва да се управлява добре. Сегашният модел е проектиран в съответствие с принципите на добро управление и ефективна комуникация. Този модел също отразява стратегическите цели, насърчава възможно най-голямото участие на своите членове с работата на организацията и изгражда силни връзки измежду всички органи на ЕВРОСАЙ, които участват в изпълнението на стратегическия план.

## Българската сметна палата в ЕВРОСАЙ
Сметната палата на Република България е член на ЕВРОСАЙ от 7 май 2002 г.

## Други препратки
- Стратегически план на ЕВРОСАЙ (2011 – 2017) Архив на оригинала от 2016-06-01 в Wayback Machine.
- Членове на ЕВРОСАЙ
- Работни групи